# Nicolas Isouard
Nicolas Isouard, detto Niccolò di Malta (Żebbuġ, 6 dicembre 1775 – Parigi, 23 marzo 1818), è stato un compositore francese.

## Biografia
Figlio di Fortuné Isouard, originario di una famiglia di commessi viaggiatori di Marsiglia, e di Marie-Hélène Lombard Rigord di Marsiglia, studiò inizialmente a La Valletta con Francesco Azopardi, dopodiché
i suoi genitori decisero di mandarlo a Parigi nel 1787 per preparare l'esame di ammissione alla Scuola di artiglieria navale, ma la Rivoluzione francese del 1789 lo costrinse a interrompere i suoi studi.
Dopo essere rientrato a Malta, proseguì i suoi studi artistici a Malta, prima di trasferirsi in Italia a Palermo per perfezionarsi con Giuseppe Amendola e quindi a Napoli con Nicola Sala e con Pietro Alessandro Guglielmi.
Esordì nel 1795, rappresentando l'opera L'avviso ai maritati alla Pergola, ma solo con l'opera Artaserse ebbe un buon successo.
Quindi si trasferì a Parigi, dove collaborò con il suo collega Rodolphe Kreutzer ed insieme realizzarono diverse opere, come Le petit page ou La prison d'état (1800) e Flaminius à Corinthe (1801). Isouard adottò lo pseudonimo di "Niccolò" e riscosse un buon successo nel settore dell'opera comica, con Michel-Ange (1802) e L'intrigue aux fenêtres (1805).
Compose con una certa regolarità per il Théâtre de l'Opéra-Comique.
Assunse il ruolo di organista presso la chiesa di S.Giovanni a La Valletta, e divenne maestro di cappella dell'ordine dei Cavalieri di Malta.
Fu tra i candidati alla sostituzione di Etienne Nicolas Mehul per l'Accademia di Belle Arti, ma l'incarico fu affidato a Boieldieu.
È sepolto nel cimitero di Père-Lachaise.
Tra le sue composizioni principali, si annoverano: messe, mottetti, salmi, cantate, romanze e canzonette, oltre ad una cinquantina di opere.
La famiglia Isouard si distinse per una grande passione musicale, dato che anche le sue due figlie, Sophie-Nicole (1809-1885), compositrice di romanze, e Annette-Julie (1814-1876), pianista, seguirono la carriera artistica; suo fratello Joseph (1794-1863) fu un cantante oltreché un direttore artistico prima di essere nominato ispettore dei monumenti storici a Rouen.

## Opere principali
- L'avviso a Maritati, Opera, 1794;
- Artaserse, re di Persia, Opera seria, 1794;
- Il barbiere di Siviglia, Opera buffa, 1796;
- Rinaldo d'Asti, Dramma giocoso, 1796;
- L'improvvisata in campagna, Opera buffa, 1797;
- I due avari, Commedia per musica, 1797;
- Il bottaio, Opera comica, 1798;
- Il barone d'Alba chiara, Commedia per musica, 1798;
- Ginevra di Scozia, Dramma serio eroico, 1798;
- Le petit page ou La prison d'état, Opera, 1800;
- Flaminius à Corinthe,  Opera, 1801;
- La statue ou La femme avare, Opera comica, 1802;
- Michel-Ange, Opera, 1802;
- Les confidences, Opera, 1803;
- Le baiser et la quittance ou Une aventure de garnison, Opera comica, 1803;
- Le médecin turc, Opéra buffa, 1803;
- L'intrigue aux fenêtres, Opera, libretto di Jean-Nicolas Bouilly, 1805;
- La ruse inutile ou Les rivaux par convention, Opera,  1805;
- Léonce ou Le fils adoptif, Opera, 1805;
- La prise de Passaw, Opera comica,  1806;
- Idala ou La sultane, Opera comica, 1806;
- Les rendez-vous bourgeois, Opéra buffa, 1807;
- Les créanciers ou Le remède à la goutte, Opera comica, 1807;
- Un jour à Paris ou La leçon singulière, Opera comica, 1808;
- Cimarosa, Opera comica, 1808;
- Zélomir ou L'intrigue au sérail, Opera comica, 1809;
- Cendrillon, Opéra-comique, 1810;
- La victime des arts ou La fête de famille, Opera comica, 1811;
- La fête de village ou L'heureux militaire, Opera comica, 1811;
- Le billet de loterie, Opera comica, 1811;
- Le magicien sans magie, Opera comica,  1811;
- Lulli et Quinault ou Le déjeuner impossible, Opera comica, 1812;
- Le prince de Catane, Opera, 1813;
- Le français à Venise, Opera comica, 1813;
- Bayard à Mézières ou Le siège de Mézières, Opera comica, 1814;
- Joconde ou Les coureurs d'aventures, Opera comica, 1814;
- Jeannot et Colin, Opera comica, 1814;
- Les deux maris, Opera comica, 1816;
- L'une pour l'autre ou L'enlèvement, Opera comica, 1816;
- Une nuit de Gustave Wasa, Opera, 1825.